# Джокич, Ядранка
Ядранка Джокич (хорв. Jadranka Đokić; род. 14 января 1981, Пула, Истрийская жупания, Хорватия) — хорватская актриса.

## Биография
Джокич родилась 14 января 1981 года. Она родилась в семье хорватских родителей боснийского происхождения и выросла в окрестностях Шияна. Она окончила начальную школу и гимназию. В подростковом возрасте увлекалась театром. Джокич окончила Академию Драматического Искусства Загребского университета, где получила степень магистра изящных искусств.

## Карьера
Ядранка Джокович начала свою карьеру в драматической студии «Пула». Она была наставником Роберта Рапоньи и в основном исполняла шекспировские пьесы, в том числе Отелло, Тимона Афинского, Гамлета и Цимбелина. Поступив в Академию Драматического Искусства Загребского университета, Ядранка добилась своего первого профессионального участия в программе «Весеннее пробуждение» под руководством режиссера Озрена Прохича.
В 2011 году Ядранка Джокич получила хорватскую театральную премию за Лучшую женскую роль в фильме «Это может быть моя улица». Она снялась вместе с Сюзаной Николич и Наташей Дорчич в постановке, которая была представлена в Загребе, Риме, Праге и Берлине.
В 2018 году Ядранка выступала как Корделия в Хорватском национальном театре изображая титул короля. Джокич добилась широкого восхищения критиков ее эмоциональной насыщенностью и высокой Производительность.

## Телевидение
Для телевизионной аудитории она известна своей ролью медсестры Хельги в хорватском комедийном сериале "Naša mala klinika" (Наша маленькая клиника). С 2004 по 2009 год "Naša mala klinika" был самым популярным телесериалом в Хорватии. Хорватская газета Večernji list провозгласил ее лучшей актрисой в комедийном сериале, наградив ее двумя премиями Večernji List Screen Awards за лучшую женскую роль в комедийном сериале в 2007 и 2008 годах. Помимо медсестры Хельги, ее репертуар на телевидении включает в себя главную роль в трех других продолжительных хорватских ситкомов, таких как Luda kuća ("Люда Кука" или "Безумный дом"), Moja 3 zida и Ko te šiša, который снимался в ее собственной квартире. 